# Funakawa Koshiro
Koshiro Funakawa (sinh ngày 26 tháng 2 năm 1994) là một cầu thủ bóng đá người Nhật Bản.

## Sự nghiệp câu lạc bộ
Koshiro Funakawa đã từng chơi cho FC Kagoshima và V-Varen Nagasaki.